# Xiphogramma anneckei
Xiphogramma anneckei är en stekelart som beskrevs av Doutt 1975. Xiphogramma anneckei ingår i släktet Xiphogramma och familjen hårstrimsteklar. Inga underarter finns listade i Catalogue of Life.